# Impasse du Marché-aux-Chevaux
L'impasse du Marché-aux-Chevaux est une voie située dans le quartier du Jardin-des-Plantes dans le 5e arrondissement de Paris.

## Situation et accès
Elle débute au no 5 rue Geoffroy-Saint-Hilaire et se termine en impasse.
L'impasse du Marché-aux-Chevaux est desservie à proximité par la station de métro Les Gobelins de la ligne 7 et la station Saint Marcel de la ligne 5.

## Origine du nom
Elle doit son nom à sa proximité avec l'ancien marché aux chevaux de la capitale, qui se trouvait de l'autre côté de la rue Geoffroy-Saint-Hilaire sur laquelle elle ouvre et sur le site de l'actuel boulevard Saint-Marcel, de 1687 à 1857.

## Historique
C'est une ancienne voie qui fut dans un premier temps une impasse puis convertie, au début du XIXe siècle, en passage reliant la rue des Fossés-Saint-Marcel avant de redevenir une impasse.

## Bâtiments remarquables et lieux de mémoire
- Il subsiste l'ancien pavillon de police du marché aux chevaux qui se trouvait là.